# 유나이티드 세미컨덕터 재팬
유나이티드 세미컨덕터 재팬 주식회사 (약칭: USJC, 영국: United Semiconductor Japan Co., Ltd.)는 미에현 쿠와나시의 300mm 반도체 웨이퍼 공장을 제조 거점으로 한 파운드리 전업 메이커이다.
대만에 있는 UMC (파운드리 전업 세계 2위)의 일원이 되어, 일본발의 파운드리로서 반도체 제조 수탁 서비스를 제공하고 있다.

## 개요
전신의 미에 후지쯔 세미컨덕터는 후지쯔 세미컨덕터 와 UMC와의 합작회사로, 제조 거점의 미에 공장은 1984년 조업 개시 이래 최첨단 메모리 등의 개발·양산이 이루어져 왔다.
2019년 10월 미에 후지쯔 세미컨덕터에서 유나이티드 세미컨덕터 재팬으로 사명 변경하여 UMC의 완전 자회사로 설립되었다. USJC의 본사는 가나가와현 요코하마시에 신설되어 제조 거점은 지금까지와 같은 미에현 쿠와나시이다.
미에 공장에서 제조되는 반도체를 '쿠와나발 반도체'(캐치 카피)라고 칭한다.

## 미에 공장의 특징
조업 개시 　　　　B1동：2005년　　　B2동：2007년
연상면적  　　　　B1동：38,000㎡ 　　B2동：80,000㎡
클린룸 면적 　　　B1동:17,000㎡ 　　  B2동:30,000㎡
공정 기술 　　　　40nm, 55nm, 65nm, 90nm
제조 능력 약   　　38,400장/월
인증 　　　　 　　ISO9001, IATF16949, ISO14001, ISO27001, ISO22301
특징
　●일본 최대급의 로직 제조 능력
　● 차량용 플래시 마이크로 컴퓨터, LCD 드라이버, RF 디바이스  전원 IC 등의 스페셜티 기술을 특징으로 하는 파운드리
　● 경험이 풍부한 엔지니어와 높은 공정 포팅 기술
　● 차재 품질, BCM 대응

## 연혁
1984년 후지쯔 미에 공장 개설
1992년 세계 최초 슈퍼컴퓨터용 CMOS LSI 개발
2003년 90nmCu 다층 배선 공정 양산 개시
2004년 후지쯔 미에 공장에 세계 최초 하이브리트 면진 구조의 300mm 웨이퍼 대응의 신동 건설
2006년 후지쯔 미에 공장에 300mm 웨이퍼 대응의 제2동 건설
2008년 후지쯔 LSI 사업부를 분사화하여 후지쯔 마이크로 일렉트로닉스 주식회사 설립
2010년 후지쯔 세미컨덕터 주식회사로 사명 변경
　　　  슈퍼컴퓨터 '교' 반도체 칩 제조 개시
2013년 DDC 트랜지스터 채용 제품 양산 개시
2014년 미에 후지쯔 세미컨덕터 주식회사 설립
2015년 세계 최초 선회류 유인형 성층 공조를 전면 채용하여 40nm 공정 제조 라인을 구축
2016년 품질경영시스템 (ISO9001:2015) 인증 취득
　　　 자동차 산업을위한 품질 경영 시스템 (IATF16949 : 2016) 인증 취득
2019년 환경 경영 시스템 (ISO14001:2015) 인증 취득
　　　 유나이티드 세미컨덕터 재팬 주식회사로 사명 변경
2020년 정보 보안 경영 시스템 (ISO/ICE 27001:2013) 인증 취득
2021年 事業継続マネジメントシステム(ISO22301:2019)認証取得
2022년 덴소 와 차재 파워 반도체의 생산에 있어서 협업
　　　 노동 안전 보건 경영 시스템 (ISO45001 : 2018) 인증 취득